# Charlie Swan
Charlie Swan je knjižni lik iz serije Somrak. Je oče Belle Swan. Dela kot policist. Njegovi hobiji so gledanje športa na televiziji in ribarjenje s svojima prijateljema Harryjem in Billyjem.

## Življenje prej
Charlie se je z Bellino mamo Renée Dwyer poročil malo po končanem kolidžu in kmalu sta dobila Bello. Potem pa se je Renée skupaj z Bello preselila v Phoenix (prej so vsi trije živeli v mestecu, po imenu Forks).

## Pojavi

### Somrak
V Somraku se je Bella pri sedemnajstih preselila nazaj k njemu, saj se je njena mama znova poročila. V Forksu spozna privlačnega in vljudnega Edwarda Cullena, ki je Charlieju kar všeč, vendar niti najmanj ne sluti, da je Edward vampir.

### Mlada luna
V Mladi luni Edward Bello pusti ravno na njen osemnajsti rojstni dan, zaradi česar je Bella čisto potrta, Charlieju pa se Edward zelo zameri. Zato pa ima toliko raje Bellinega novega prijatelja, Jacoba Blacka, ki je tudi sin njegovega prijatelja Billyja.
Edward se na koncu vrne k Belli, vendar se zato Charlieju prav nič ne prikupi.

### Mrk
V Mrku Edward še naprej prihaja k njim domov, saj hodi z Bello. Charlieju se dozdeva, da imata skrivnost, kar je res. Na koncu Bella in Edward sklenita, da mu jo tudi zaupata.

### Jutranja zarja
V zadnjem delu serije Somrak Bella in Edward Charlieja takoj presenetita z novico, da se bosta poročila. Charlie se s tem sicer ne strinja, ovira pa ju tudi ne, saj je prepričan, da bo za to že še poskrbela Bellina mama, ki je zelo proti (pre)hitrim porokam. Vendar na njegovo razočaranje Bellina mama reagira prav v redu, saj poroko še podpira! Bella in Edward se torej poročita, Bella pa na medenih tednih zboli za neko boleznijo. Ko ozdravi, ga o tem obvesti Jacob Black, ki pa Charlieja popolnoma zmede s tem, da se spremeni v volka. Tako Charlie izve, da je Jacob volkodlak. Izve pa tudi, da se je Bella zelo spremenila in da sta z Edwardom... posvojila deklico, po imenu Renesmee Carlie Cullen, ki je pravzaprav Edwardova nečakinja.

## Film
V filmu Somrak je Charlieja Swana upodobil igralec Billy Burke.